# Ampeliscidae
Ampeliscidae es una familia de crustaceos anfípodos marinos. Sus 300 especies se distribuyen por todo el mundo.

## Clasificación
Se reconocen los siguientes géneros:
- Ampelisca Krøyer, 1842 - 199 especies
- Byblis Boeck, 1871 - 75 especies
- Byblisoides K.H. Barnard, 1931 - 6 especies
- Haploops Liljeborg, 1856 - 20 especies